# محمد بورستار
محمد قاسم بورستار (26 يونيو 1939 - 16 نوفمبر 2017) هو ممثل إيراني. ومن المعروف أنه ظهر في عدة مسلسلات تلفزيونية، مثل: «مريم المقدسة»، أصحاب الكهف»، «المسيح»، «يوسف الصديق»، «المختار الثقفي».

## الأفلام والمسلسلات التلفزيونية

### السینما
- کاروان‌ها (مشترک با آلمان وآمریکا 1356)
- چنین كنند حكایت (كوتاه- 1358)
- آفتاب‌نشین‌ها (1360)
- سفیر (1362)
- میلاد (1363)
- اتوبوس، جستجو در شهر (1365)
- کنار برکه‌ها (1366)
- ارثیه (1368)
- ابلیس (1370)
- مسافران (1371)
- پاییز بلند (1372)
- آخرین شناسایی (1373)
- راه افتخار (1374)
- لاک‌پشت (فیلم) (1376)
- ایران سرای من است (1377)
- مریم المقدسة (1380)

### تيليفیزیوني
- نبردی دیگر
- أصحاب الكهف
- مريم المقدسة
- يوسف الصديق
- المختار الثقفي

## روابط خارجية
- محمد بورستار على موقع IMDb (الإنجليزية)
- محمد بورستار على موقع كينوبويسك (الروسية)